# Klaus-Gundelach-Preis

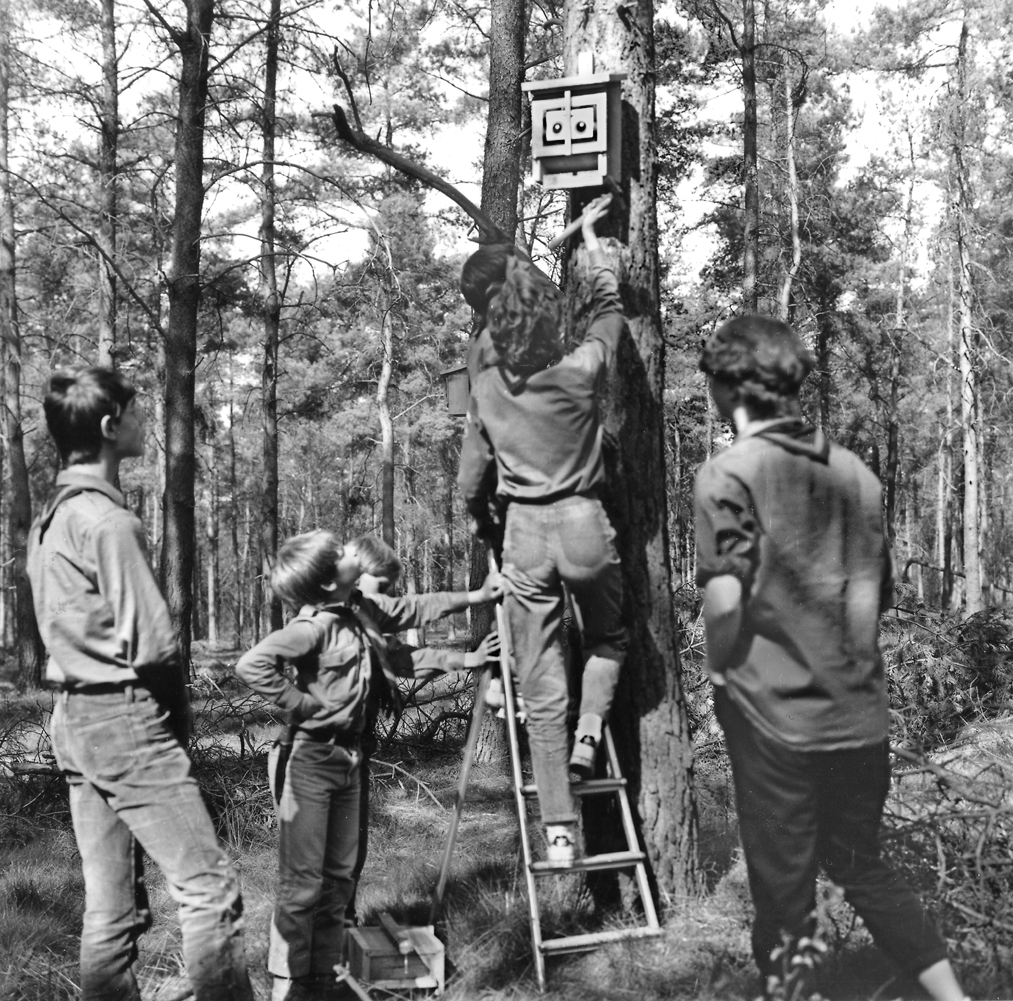
Der Preis wird zum Beispiel für außergewöhnliche Waldschutzaktionen vergeben. (Foto: Waldläufer bei der Anbringung eines Fledermaus-Wiederansiedlungskastens)

 Der Klaus-Gundelach-Preis ist einer der ältesten Umweltpreise in Deutschland und wird jährlich von der Schutzgemeinschaft Deutscher Wald (SDW) für besondere Verdienste in der Jugendarbeit und im Naturschutz verliehen.

## Geschichte, Vergabe und Auswahlkriterien
Der Preis ist nach Klaus Gundelach (1905–1989), dem Gründer der Deutschen Waldjugend benannt. Der vom Bundesverband der SDW an seinem siebzigsten Geburtstag gestiftete Preis wird seit 1975 vom Präsidenten der SDW für herausragende Leistungen vergeben. Ausgezeichnet werden Einzelpersönlichkeiten oder Gruppen der Waldjugend, die sich mit besonderer Einsatzbereitschaft, Tatkraft und Umsicht verdient gemacht haben, zum Beispiel bei der Pflege und Betreuung von Patenforsten, beim Waldschutz und Aktionen zum Schutz eines Ökosystems oder bei der Organisation und Leitung von Lagern. Zudem können auch außerhalb der Waldjugend stehende Persönlichkeiten geehrt werden, wenn sie die Jugendorganisation durch Betreuung, großzügige Fördermaßnahmen und besondere Öffentlichkeitsarbeit unterstützt haben. Der Preis wird in der Regel einmal jährlich verliehen. Das Preisgeld in unterschiedlicher Höhe kann auf Wunsch des Preisträgers auch als Sachleistung gewährt werden. Der erste Preisträger war Dieter Weldt, ein langjähriger Mitarbeiter Klaus Gundelachs, der die Waldjugend mitprägte, indem er neben der anfänglich rein biologischen Arbeitsweise der Gruppen in Forsteinsätzen auch Musisches, vor allem das Singen, sowie jugendbewegte Elemente, unter anderem Lager und Großfahrt, förderte. Die Preisträger werden jeweils in der alle zwei Monate erscheinenden Verbandszeitschrift der SDW Unser Wald (Bonn, ISSN 0935-7017) sowie in den Periodika der Waldjugend vorgestellt und gewürdigt.

## Preisträger
| - 1975 Dieter Weldt - 1976 Walter Konrad - 1977 Deutsche Waldjugend Munster (Zugschwäne) - 1978 Jörg Franz - 1979 August Bottler - 1980 Deutsche Waldjugend Heusenstamm - 1981 Lothar Selbach - 1982 Deutsche Waldjugend-Heusenstamm - 1983 Reiner Skischally - 1984 Hans-Erich Henkes - 1985 Bernd Felix - 1986 Hans-Peter Giebing - 1987 Thomas Schock - 1988 Dieter Roth - 1989 Wolfgang Hegemeister - 1990 Waldjugend Legau - 1991 Büffelhorte des Bundesverbandes der Deutschen Waldjugend - 1992 Marian Przybilla - 1993 Roland Migende - 1994 Claus Peter - 1995 Jochen Weiß | - 1996 Manfred Stender - 1997 Erik Martin - 1998 Dieter May - 1999 Ute Grimminger - 2000 Uwe Steigmann - 2001 (Preis wurde nicht vergeben) - 2002 Rainer Schramm - 2003 Helmut Struck - 2004 Dieter Paul - 2005 Thomas Dziekan - 2006 Peter und Wilma Pawliczek - 2007 Gudrun Rademacher - 2008 (Preis wurde nicht vergeben) - 2009 (Preis wurde nicht vergeben) - 2010 Franca Federer - 2011 Andreas und Ulrich Jakesch - 2012 Elke Mösler-Tochtrop und Martin Tochtrop - 2013 Landeshorte NRW - 2014 Hans Frenkle - 2015 Dietmar (Atze) Schwarz - 2016 Nicht vergeben - 2017 Walter Seltmann - 2018 Ralf (Eddi) Bischoff |